# Ambt Ommen

Het wapen van de historische gemeente Ambt Ommen

Ambt Ommen is een voormalige gemeente in de Nederlandse provincie Overijssel. Ambt Ommen bestond voornamelijk uit landgoederen en kleine esdorpen rondom de stad Ommen. Het gedeelte van de huidige stadskern Ommen ten zuiden van de Vecht behoorde ook tot Ambt Ommen.
Voor 1811 sprak men van het schoutambt Ommen ofwel Ambt Ommen, voor het rond de stad Ommen gelegen platteland. Ambt-Ommen omvatte destijds ook Avereest en Den Ham. Dat Den Ham tot een belangrijke kern in het schoutambt groeide blijkt uit het feit dat er na 1685 ook wel van het schoutambt Ommen en Den Ham wordt gesproken. Bij de introductie van de Franse bestuursorganisatie in 1811 werd Den Ham van het schoutambt Ommen gescheiden en een afzonderlijke gemeente. Het restant van het schoutambt Ommen werd met het stadgericht Ommen verenigd tot de Mairie Ommen. Op 1 juli 1818 is de gemeente Ambt Ommen ontstaan bij een gemeentelijke splitsing. In dat jaar werd een decentralisatietendens ingezet, waardoor de (Franse) Mairie Ommen werd opgesplitst in 3 gemeenten, namelijk Avereest, Stad Ommen en Ambt Ommen. Deze situatie bleef ongewijzigd totdat op 1 mei 1923, bij een gemeentelijke herindeling, Ambt en Stad Ommen weer werden samengevoegd tot Ommen. Avereest bleef zelfstandig totdat het op 1 januari 2001 met Hardenberg en Gramsbergen werd samengevoegd. De gemeente Den Ham is bij de herindeling van Twente op 1 juli 2001 samengevoegd met Vriezenveen in de nieuwe gemeente Twenterand.